# جينيفر إسبوسيتو
جينيفر اسبوسيتو (بالإنجليزية: Jennifer Esposito) هي ممثلة أمريكية وعارضة أزياء وراقصة ولدت في 11 أبريل 1973.

## الحياة الشخصية
إسبوسيتو أمريكية من اصل أيطالي ولدت بحي بروكلن في مدينة نيو يورك، ابنة فيليس، مصممة داخلية، وروبرت إسبوسيتو، مستشار في مجال الكمبيوتر ومنتج موسيقي. لديها أخت كبرة. لقد قصدت مدرسة القديسة تيريزا في جزيرة ستاتن، وتخرجت من ثانوية مور الكثوليكية أيضا في جزيرة ستاتن.
لقد واعدت إسبوسيتو الممثل بنجامين برات من 1996 إلى 1997 وتزوجت برادلي كوبر في 30 ديسمبر 2006. ولكن في أبريل عام 2007 طالبت بالطلاق. في الوقت الحاضر أنها مخطوبة إلى لاعب التنس المحترف مارك فيليبوسيس، كما تقول مجلة بيبول.

## وصلات خارجية
- جينيفر إسبوسيتو على موقع IMDb (الإنجليزية)
- جينيفر إسبوسيتو على موقع ألو سيني (الفرنسية)
- جينيفر إسبوسيتو على موقع أول موفي (الإنجليزية)
- جينيفر إسبوسيتو على موقع قاعدة بيانات برودواي على الإنترنت (الإنجليزية)
- جينيفر إسبوسيتو على موقع قاعدة بيانات الأفلام السويدية (السويدية)
- جينيفر إسبوسيتو على موقع إن إن دي بي (الإنجليزية)
- جينيفر إسبوسيتو على موقع قاعدة بيانات الفيلم (الإنجليزية)
- جينيفر إسبوسيتو على موقع كينوبويسك (الروسية)